# جيكل
جيكل (بالإنجليزية: Jekyll)‏ هو مولد مواقع ويب ساكنة بسيط ومتلائم مع المدونات، يُستَخدمُ للصفحات الشخصية، صفحات المشاريع، وصفحات المنظمات. برمجه توم بريستنون ويرنر بلغة الروبي، ونُشِرَ تحت رخصة MIT مفتوحة المصدر. بدلاً من استعمال قاعدة بيانات، يأخذ جيكل المحتوى المكتوب بصيغة الماركداون أو التكستايل، ويُنتج صفحة ويب سكونية جاهزة للتصفح. جيكل هو المحرك وراء صفحات غت هب، وهي خاصية تمكن مستخدمي الموقع من استضافة مواقعهم الشخصية دون تكاليف.

## وصلات خارجية
- جيكل على موقع Open Hub (الإنجليزية)